# Gymnetis flavomarginata
Gymnetis flavomarginata är en skalbaggsart som beskrevs av Blanchard 1846. Gymnetis flavomarginata ingår i släktet Gymnetis och familjen Cetoniidae. Inga underarter finns listade i Catalogue of Life.